# 미국 제국주의

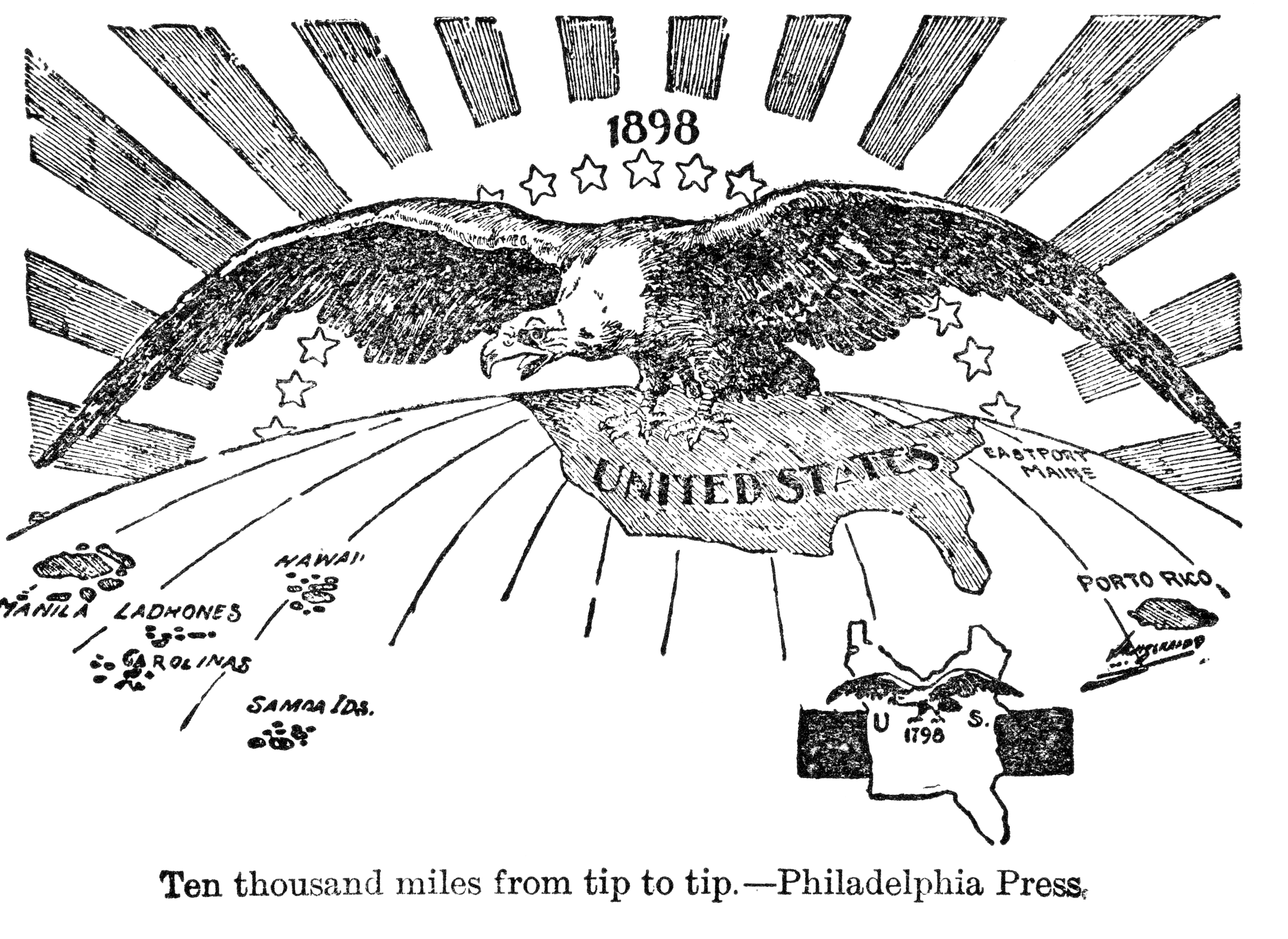

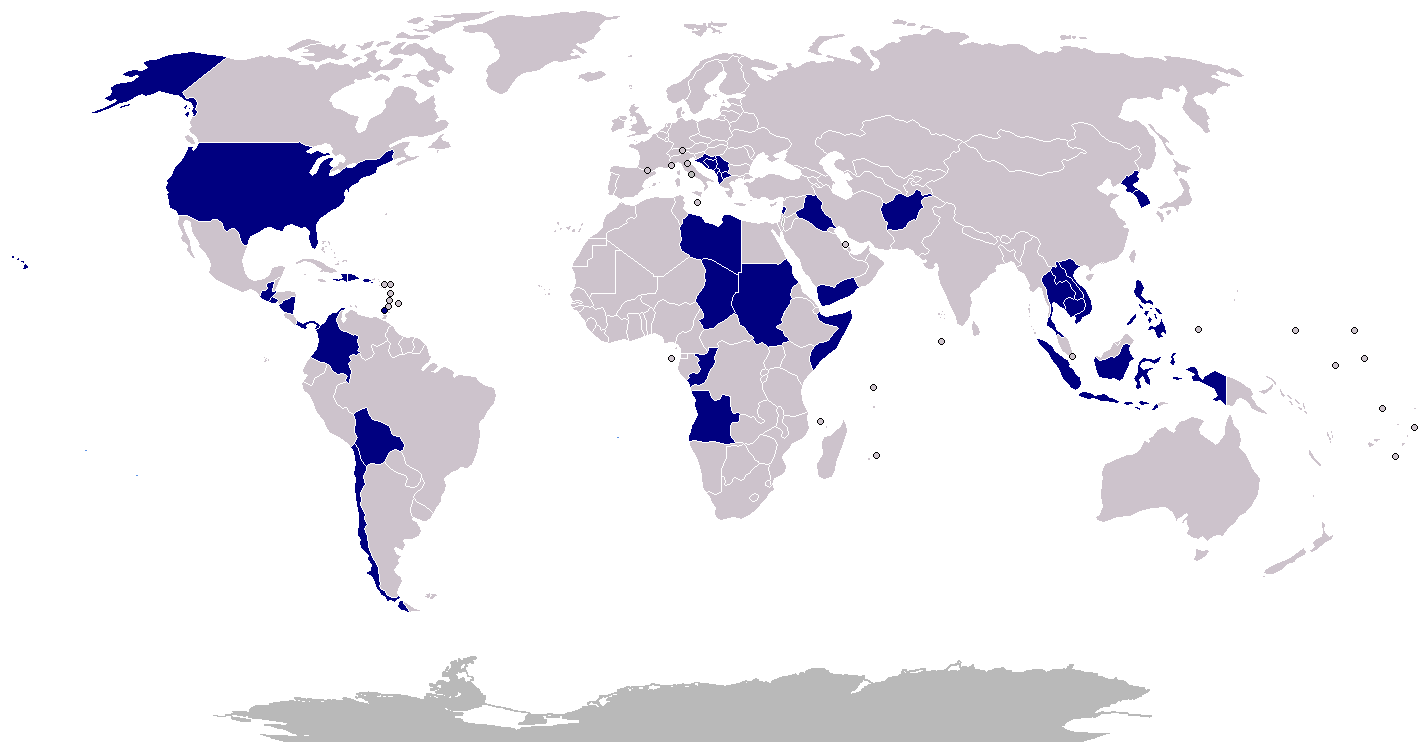

미국 제국주의(美國帝國主義, 영어: American Imperialism), 줄여서 미제(美帝)란 아메리카 합중국(미국)의 정치적·경제적·군사적·문화적 영향력을 나타내는 용어다. 1898년 미국-스페인 전쟁의 영향으로 아메리카 제국이라는 개념이 처음으로 대중화되었다. 과거 레닌주의 이론가들이 제국주의를 자본주의의 독점 단계라고 정의한 것에서 비롯한 것으로, 오늘날에는 미국이 세계 질서를 조정하는 역할을 해야 한다고 믿는 신보수주의자들이 추진하는 미국의 공격적인 정책에 반대할 때 사용하는 경우가 많다.
제국주의라는 말은 1800년대에 만들어졌다. 미국-스페인 전쟁과 필리핀을 무력 점거한 후(미국-필리핀 전쟁) 미군이 폭력적인 행동에 전념하는 잔인함을 보인 것에 대해 반대한 것이 시초가 되었으며, 미국 반제동맹에 의해 처음으로 미국에 광범위하게 적용되었다. 오늘날에 와서는 미제라는 뜻은 과거 로마 제국 등과 비교하는 등 야유적인 조소를 담겨 사용하는 경우가 많다.
에스파냐, 영국, 프랑스 등 역대 유럽 강국들이 제국주의적 확장이나 정복을 실행에 옮기던 18세기와 19세기에 미국은 아직 역사가 짧은 약소국이었다. 하지만 미국이 제국주의 국가로 변모한 것은 1898년의 미국-에스파냐 전쟁 이후부터다(이 전쟁은 부분적으로는 유럽 스타일의 영토확장주의에 흥미를 보이던 미국의 정치가 및 사업가에 의해 일어난 것이다.). 종전 이후, 패배한 에스파냐는 거의 대부분의 식민지를 미국에 양보하는 것에 합의했다.
아래의 리스트는 그 당시 아메리카 제국의 일부, 즉 미국에 병합되어 완전한 미국의 영토거나 과거 식민지 지역을 나열한 것이다.
- 미국 동부 영토 (1776년 - ) (기존에 거주하던 아메리카 토착민들을 무력으로 쫓아내고 획득)
  -  워싱턴 D.C.
  -  조지아 주
  -  사우스캐롤라이나 주
  -  노스캐롤라이나 주
  -  버지니아 주
  -  메릴랜드 주
  -  델라웨어 주
  -  펜실베이니아 주
  -  뉴저지 주
  -  뉴욕 주
  -  코네티컷 주
  -  로드아일랜드 주
  -  매사추세츠 주
  -  뉴햄프셔 주
  -  버몬트 주
  -  켄터키 주
  -  테네시 주
  -  오하이오 주
  -  인디애나 주
  -  미시시피 주 중 북위 31도선 이북 지역
  -  일리노이 주
  -  앨라배마 주 중 북위 31도선 이북 지역
  -  메인 주
  -  미시간 주
  -  위스콘신 주
  -  미네소타 주 중 미시시피강 동부
  -  웨스트버지니아 주
- 프랑스령 루이지애나 (1803년 - ) (나폴레옹에게 헐값에 인수함)
  -  오클라호마 주 대부분
  -  캔자스 주 대부분
  -  아이오와 주
  -  미네소타 주 중 미시시피강 서부
  -  루이지애나 주
  -  미주리 주
  -  노스다코타 주
  -  사우스다코타 주
  -  네브래스카 주
  -  아칸소 주
  -  와이오밍 주 일부
  -  몬태나 주 일부
  -  콜로라도 주 동부
- 스페인령 동플로리다와 서플로리다 (1815년 - ) (현재는 미국의 주)
  -  루이지애나 주 일부
  -  미시시피 주 일부
  -  앨라배마 주 일부
  -  플로리다 주
- 텍사스 공화국 (1836년 - ) (현재는 미국의 주)
  -  뉴멕시코 주 중 리오그란데강의 동부
  -  와이오밍 주의 일부
  -  캔자스 주의 일부
  -  오클라호마 주의 서부
  -  텍사스 주
  -  콜로라도 주의 일부
- 영국령 브리티시컬럼비아주의 일부분 (1846년 - ) (현재는 미국의 주)
  -  아이다호 주
  -  오리건 주
  -  워싱턴 주
  -  몬태나 주의 일부
  -  와이오밍 주의 일부
- 멕시코의 영토 일부분 (1848년 - ) (현재는 미국의 주)
  -  캘리포니아 주
  -  네바다 주
  -  유타 주
  -  와이오밍 주 일부분
  -  애리조나 주
  -  뉴멕시코 주 중 리오그란데강의 서부
  -  콜로라도 주 일부
- 알래스카 주 (1867년 - 1959년) (현재는 미국의 주)
- 스페인령 식민지 (미서전쟁에서 승전해 할양받음)
  -  괌 (1898년 - ) (현재는 미국의 자유 연합주)
  -  푸에르토리코 (1898년 - 1952년) (현재는 미국의 자유 연합주)
  -  필리핀 (1898년 - 1946년) (현재는 독립국)
  -  쿠바 (1899년 - 1909년) (현재는 독립국)
- 하와이 주 (1899년 - ) (현재는 미국의 주)
- 아메리칸사모아 (1900년 - ) (현재는 미국의 준주)
- 파나마운하 지대 (1903년 - 1999년) (현재는 파나마에 반환)
- 도미니카 공화국 (1916년 - 1922년) (현재는 독립국)
- 미국령 버진아일랜드(1917 - ) (현재는 미국의 준주)
- 태평양의 신탁통치령 제도 (1944년 - 1990년)
  -  마셜 제도 (현재는 독립국)
  -  미크로네시아 연방 (현재는 독립국)
  -  팔라우 (현재는 독립국)
  -  북마리아나 제도 (현재는 미국의 자유 연합주)

덧붙여  라이베리아의 경우도 있다. 이 나라는 아프리카에 송환(귀환)된 미국의 해방 노예에 의해 설립되었다.
미국의 옛 식민지의 상당수는 미국의 주 혹은 준주 내지는 자유 연합주가 되었다.

## 현대의 용법
오늘날 많은 사람들이 생각하는 아메리카 제국은 제국주의나 식민지주의의 역사적인 정의에는 적합하지 않다. 그러나, 미국의 영향력은 종래의 다른 제국들과는 상이한 형태를 띠고 있다.
미국의 군사력은 전 세계적으로 거대한 영향력을 행사하고 있다. 내셔널 인터레스트에 퍼거슨이 쓴 《America as Empire, Now and in the Future》(아메리카 제국-현재와 미래)에 의하면, 미국은 지구상에서 대략 130개국에 미군에 의해 배치된 750개의 군사기지 혹은 시설을 설치, 유지하고 있다.
또 미국은 냉전 시대 이래 오늘날에 이르기까지, 친미 정권을 수립하는 것을 목표 삼아 세계 각국의 분쟁에 개입하고 있으며, 이것은 전통적인 제국주의에 있어서의 간접 통치 형태와 매우 유사하다고 볼 수 있다. 이러한 미국의 방식은 자주 화근이 되는 일도 있어, 사담 후세인이나 알카에다와 같은 역적을 낳게 된다.
아메리카 제국이라는 표현은 대개 미국의 군사적·문화적 존재를 의인화 하기 위해 경멸적인 뜻을 담아 사용된다. 《아메리카 제국》의 저자 앤드류 J 베이스비치 전 육군 대령은 냉전이 종결된 후 미국이 마치 제국처럼 행동하기 시작했다고 지적하고 있다.
미국 내의 많은 애국주의적인 정치가와 학자 및 정부 지지자들은 모든 의미에서 미국은 제국이며, 또 그래야만 한다고 주장한다. 이것은 보수주의자가 작성한 레이건의 ‘미국 신세기 프로젝트’에 의해 입증된다(이것은 2003년의 이라크 전쟁 결정 후에 영향력을 가지게 되었다.). PNAC의 원칙(PNAC's principles)에서는 아래와 같이 기술되어 있다.
 우리는 자국의 안전과 번영 원칙에 도움이 되는 국제적인 질서의 보존 및 확장에 있어서의 미국의 특정 역할에 대해 책임을 가질 필요가 있다.— 

그러나 이 견해에 반대하는 사람들의 상당수는 다양성을 존중하고, 전 세계 모든 나라 사이의 균형과 상호 존경 및 조화를 유지하기 위해 초강대국의 단독 지배를 거부하고 있다. 노엄 촘스키가 일찍이 지적한 바 있었지만, 2001년 9월 11일의 동시 다발 테러 사건 이후, 이러한 지적은 증가하고 있다. 특히 전 CIA 테러 대책 담당자였던 마이클 쇼워가 2004년 7월 15일에 익명으로 출판한 《제국의 오만》은 큰 충격을 안겨다 주었다.
소련이 붕괴하고 나서 미국에 대항할 수 있는 대국은 사라졌지만, 근년에 들어서면서 브릭스가 급성장하여 아메리카 제국의 지위를 위협하기 시작했다. 그 중 중국은 수 년 안에 경제력과 국방비를 미국을 능가할 것으로 예상된다.
또, 미국 스스로 이라크 침략의 실패 등으로 전 세계에 반미 감정이 급속히 확산된 일로 국제적인 영향력을 저하시켜 버려, 아메리카 제국에 의한 단독지배 구조는 무너지기 시작했다.

## 같이 보기
- 제국주의
- 명백한 운명
- 팍스 아메리카나
- 미국화
- 소련 제국주의
- 워싱턴 합의
- 사상
  - 반미주의
  - 반제국주의
  - 신식민주의
  - 신제국주의
  - 역전체주의